# Eucharist
Eucharist (v překladu z angličtiny eucharistie) je švédská deathmetalová hudební skupina z Veddige založená roku 1989, její parketou je melodický death metal. V devadesátých letech 20. století vydala dvě řadová alba.
Debutové album A Velvet Creation vyšlo roku 1993, v roce 1997 pak i druhá řadová deska Mirrorworlds.
V roce 2022 je očekáváno třetí studiové album s názvem I Am the Void.

## Diskografie

### Studiová alba
- A Velvet Creation (1993)
- Mirrorworlds (1997)

### Dema
- Rehearsal (1991)
- Demo 1 (1992)
- A Velvet Creation (1993)